# Amore grande, amore libero
Amore grande, amore libero è un film italiano del 1976 diretto da Luigi Perelli.